# هارولد كيلي
هارولد كيلي (بالإنجليزية: Harold Kelley) فبراير 1921 - 29 يناير 2003) عالم النفس الاجتماعي الأمريكي وأستاذ علم النفس في جامعة كاليفورنيا، لوس انجليس. كانت مساهماته الكبرى في تطوير نظرية الترابط (مع جون ثيبوت )، والعمل المبكر لنظرية العزو، والاهتمام بفهم العلاقات الوثيقة علي مدى حياته. وفي دراسة استقصائية لعلم النفس العام، نُشرت في عام 2002، وضعت كيلي في المرتبة الثالثة الأربعين كأكثر علماء النفس استشهدا في القرن العشرين.